# Terebra picta
Terebra picta é uma espécie de gastrópode do gênero Terebra, pertencente a família Terebridae.